# Konqi
Konqi — маскот сообщества KDE, маленький весёлый зелёный дракон.
Konqi нарисовал Тайсон Тан (Tyson Tan), ранее Стефан Спатц (Stefan Spatz).

## Имя
Полное имя Konqi является Konqi Konqueror. Имя произошло от браузера-проводника Konqueror, созданный KDE.
В связи с типизации ошибок KDE по случайной причине называла маскота «Конкуи» (Konqui). В 2012 году ошибка исправлена.

## История

### Кэндальф
До появления Konqi был волшебник Кэндальф. Использовался в справочных приложениях KDE. С белой длинной бородой. Носит остроконечную шляпу и голубой халат, носки с красно-белыми полосами, и коричневые тапки. На руке волшебная палочка, которая создаёт звёзды красного цвета.
Кэндальф был схож с Мерлином из Microsoft Agent, волшебником из фильма от Disney «Меч в камне», и название из книги Толкина Джона «Гэндальф». Чтобы компании не подали в суд на KDE, Кэндальф, начиная с KDE 3, был полностью удалён.

### Konqi
Konqi впервые появился в апреле 1999 года, был помощником из справки KDE в бета-версии KDE 2. Первую версию Konqi нарисовал Стефан Спатц. Начиная с версии KDE 3, Konqi полностью заменил Кэндальфа.

### Новый дизайн
Когда KDE 5 разрабатывалась, в декабре 2012 года сообщество решило изменить дизайн Konqi, чтобы маскот был такой же современный, как и оболочка. Также KDE просила использовать Krita для изготовления нового дизайна. На форумах сообщества KDE были созданы темы для голосования за новый дизайн Konqi. Для голосования пошло 19 дизайнов, и Konqi, нарисованный Тайсоном Таном, было выбрано в качестве нового дизайна маскота.
Художественные работы от Тайсона Тана были использованы кратко в обсуждении о начале сборки KDE Frameworks 5. Но его горизонтальный состав и большее количество персонажей не были комфортными внутри небольшого диалога о KDE Frameworks 5. Затем произведение было заменено вертикальной версией с меньшим количеством символов. Более красивый дизайн был создан художником потом, и была принята окончательная версия.

## Оформление

### Прошлая версия
В версии от Стефана Спатца, Konqi был нарисован в стиле 3D. Выглядит с жёлто-зелёным животом, двумя плавающими над его глазами, 2 клыка, 2 маленьких рога на голове, пара крыльев летучей мыши, и маленькие шипы. У него по 3 пальца на руке и ноге. Носит кусок красного шарфа с буквой «K».

### Нынешняя версия
Версия от Тайсона Тана была нарисована в стиле 2D. Художник решил сделать свой дизайн чем-то немного похожим на старый, чтобы показать непрерываность духа.
Новый Konqi имеет игривый дизайн и похож на персонажа из детского мультфильма. Зелёный цвет его стал светлее, по сравнению с прошлым, а живот светлее его кожи. С большими мультяшными глазами, два маленьких клыка, но он показывает только один клык. Жёлтые рога с буквой «K». Для более дружеского взгляда крылья летучей мыши были удалены. У него только 3 больших треугольных жёлтых шипа на хвосте. У него по пять пальцев на руках, пальцы ног не изображены, и нет когтей. Он по-прежнему носит кусок шарфа с буквой «K», но буква больше.
Его часто изображают как героически стоящего, глядя на людей с весёлой улыбкой на лице, указывая левым указательным пальцем в небо.
Для этой версии была создана коллекция из 24 произведений, которая каждая изображает Konqi, выполняя разные действия.

## Варианты драконов

### Кэйти
Кэйти — дракон женского пола. Была представлена в 2010 году. Назначена талисманом женского проекта KDE. Как и Konqi, тоже имеет два дизайна. Бывшая версия была нарисована Агнешкой Цайковской, текущая версия — Тайсоном Таном.
В прежней версии Кэйти была подругой Konqi. Она — зелёный дракон в белом платье. С двумя клыками, двумя белыми рогами на голове, по 3 пальца на руках и ногах, с когтями. Носит ремешок и серебряный браслет. У неё не было задних крыльев, по сравнению с Konqi.
В нынешней версии Кейти является девушкой, которая является соседкой Konqi. Также они близкие друзья. У неё более светлый зелёный цвет, по сравнению с Konqi. С большими мультяшными глазами с длинными ресницами. Нет видимых клыков. У неё также есть два розовых рога, похожих на «K», но есть много различий. Рога Konqi соединяются с его головой корнем первого удара, а рога Кэйти соединяются с её головой корнем последнего удара. Края рогов Кэйти также круглые. У неё нет когтей и по пять пальцев на руках. Три розовых шипа на хвосте. Она носит белое платье с длинными рукавами.

### Остальные драконы
Другие драконы разных цветов и профессий были добавлены к виду Konqi как часть концепции редизайна Тайсона Тана. Каждый дракон имеет пару рогов в форме буквы, которые отражают их положение в сообществе KDE. Например: W для авторов; T для переводчиков; S для учёных; E для инженеров; A для художников; F для фасилитаторов; U для пользователей. И так далее. Каждый вариант Konqi также имеет различные аксессуары, которые отражают их личность. Различные цвета, профессии и рога могут быть рекомбинированы свободно, чтобы создать уникального индивидуального Konqi.

## Галерея
Все художественные проекты Тайсона Тана имеют лицензию Creative Commons BY-SA, GFDL и LGPL.
- Нынешний дизайн Konqi
- Нынешний дизайн Кэйти
- Konqi на логотипе KDE стиля Oxygen.

### Прежняя версия драконов
- Прошлый дизайн Konqi от Стефана Спатца.
- Прошлый дизайн Konqi держит логотип KDE 3.
- Старый дизайн Кэйти от Агнешки Цайковской

### Konqi в диалоговых сообщениях
- Информация о KDE 5.7 с новым дизайном Konqi
- Информация о KDE и Konqi в KDE Plasma 4.
- Konqi в диалоговом окне о KDE 3
- Konqi и Kandalf в бета-версии KDE 2.